# Associazione Calcio Turris 1981-1982
Questa voce raccoglie le informazioni riguardanti l'Associazione Calcio Turris nelle competizioni ufficiali della stagione 1981-1982.

## Rosa
| N. |                   | Ruolo | Calciatore               |
| -- | ----------------- | ----- | ------------------------ |
|    | Italia (bandiera) | A     | Alfonso Alampi           |
|    | Italia (bandiera) | D     | Michele Antonio Amendola |
|    | Italia (bandiera) |       | Annunziata               |
|    | Italia (bandiera) | A     | Davide Balestrieri       |
|    | Italia (bandiera) | A     | Paolo Battiloro          |
|    | Italia (bandiera) | D     | Flavio Borsani           |
|    | Italia (bandiera) | C     | Angelo Cangianiello      |
|    | Italia (bandiera) | C     | Alfredo Canino           |
|    | Italia (bandiera) |       | Cuomo                    |
|    | Italia (bandiera) | D     | Giacinto Di Battista     |
|    | Italia (bandiera) | D     | Salvatore Frattini       |

| N. |                   | Ruolo | Calciatore           |
| -- | ----------------- | ----- | -------------------- |
|    | Italia (bandiera) | C     | Antonio Greco        |
|    | Italia (bandiera) | P     | Crescenzo Izzo       |
|    | Italia (bandiera) | A     | Giorgio Lunerti      |
|    | Italia (bandiera) | A     | Angelo Mancuso       |
|    | Italia (bandiera) | C     | Filippo Orlando      |
|    | Italia (bandiera) | P     | Carlo Pagliarulo     |
|    | Italia (bandiera) | P     | Rossano Pinti        |
|    | Italia (bandiera) | C     | Carmelo Prestileo    |
|    | Italia (bandiera) | A     | Andrea Scala         |
|    | Italia (bandiera) | D     | Rosario Scarfone     |
|    | Italia (bandiera) | D     | Salvatore Sorrentino |

## Risultati

### Campionato

#### Girone di andata
| 20 settembre 1981 1ª giornata | Turris | 0 – 0 | Messina |  |

| 27 settembre 1981 2ª giornata | Squinzano | 2 – 1 | Turris |  |

| 4 ottobre 1981 3ª giornata | Turris | 1 – 1 | Ercolanese |  |

| 11 ottobre 1981 4ª giornata | Savoia | 2 – 3 | Turris |  |

| 18 ottobre 1981 5ª giornata | Turris | 4 – 2 | Marsala |  |

| 25 ottobre 1981 6ª giornata | Potenza | 1 – 0 | Turris |  |

| 1º novembre 1981 7ª giornata | Turris | 1 – 0 | Akragas |  |

| 8 novembre 1981 8ª giornata | Modica | 0 – 0 | Turris |  |

| 15 novembre 1981 9ª giornata | Cosenza | 1 – 0 | Turris |  |

| 22 novembre 1981 10ª giornata | Turris | 2 – 0 | Martina |  |

| 29 novembre 1981 11ª giornata | Monopoli | 1 – 0 | Turris |  |

| 6 dicembre 1981 12ª giornata | Turris | 1 – 0 | Sorrento |  |

| 13 dicembre 1981 13ª giornata | Alcamo | 1 – 0 | Turris |  |

| 20 dicembre 1981 14ª giornata | Turris | 2 – 1 | Matera |  |

| 3 gennaio 1982 15ª giornata | Turris | 1 – 1 | Barletta |  |

| 10 gennaio 1982 16ª giornata | Brindisi | 5 – 2 | Turris |  |

| 17 gennaio 1982 17ª giornata | Turris | 2 – 0 | Siracusa |  |

#### Girone di ritorno
| 24 gennaio 1982 18ª giornata | Messina | 0 – 0 | Turris |  |

| 31 gennaio 1982 19ª giornata | Turris | 2 – 0 | Squinzano |  |

| 7 febbraio 1982 20ª giornata | Ercolanese | 2 – 0 | Turris |  |

| 14 febbraio 1982 21ª giornata | Turris | 1 – 1 | Savoia |  |

| 21 febbraio 1982 22ª giornata | Marsala | 1 – 0 | Turris |  |

| 28 febbraio 1982 23ª giornata | Turris | 1 – 0 | Potenza |  |

| 7 marzo 1982 24ª giornata | Akragas | 3 – 3 | Turris |  |

| 21 marzo 1982 25ª giornata | Turris | 1 – 0 | Modica |  |

| 28 marzo 1982 26ª giornata | Turris | 3 – 0 | Cosenza |  |

| 4 aprile 1982 27ª giornata | Martina | 0 – 0 | Turris |  |

| 18 aprile 1982 28ª giornata | Turris | 2 – 1 | Monopoli |  |

| 25 aprile 1982 29ª giornata | Sorrento | 1 – 0 | Turris |  |

| 2 maggio 1982 30ª giornata | Turris | 1 – 0 | Alcamo |  |

| 9 maggio 1982 31ª giornata | Matera | 1 – 2 | Turris |  |

| 16 maggio 1982 32ª giornata | Barletta | 1 – 0 | Turris |  |

| 23 maggio 1982 33ª giornata | Turris | 1 – 1 | Brindisi |  |

| 30 maggio 1982 34ª giornata | Siracusa | 1 – 1 | Turris |  |